# 尖叶厚壳桂
尖叶厚壳桂（学名：Cryptocarya acutifolia）为樟科厚壳桂属下的一个种。